# Slide on This
Slide on This — пятый студийный альбом английского музыканта Ронни Вуда (гитариста The Rolling Stones), выпущенный 8 сентября 1992 года. Он не попал в чарты США, но был продан в количестве 58 000 копий по данным Soundscan. В Японии альбом продержался четыре недели в топ-100, достигнув 54 места с продажами 21 000 копий. Заключительный трек, «Breathe on Me», является ремейком песни, которая первоначально появилась во втором сольном альбоме Вуда 1975 года Now Look.

## История
Ещё до начала совей большой музыкальной карьеры, Ронни Вуд играл в той или иной группе с подросткового возраста, а его сольные записи, как правило, в значительной степени опирались на друзей и соратников. Так произошло и с альбомом Slide on This, особенно с Бернардом Фаулером, долгое время выступавшим в качестве бэк-вокалиста в турах Rolling Stones, который стал соавтором большей части материала, а также поёт, играет на клавишных и занимается барабанным программированием. Среди других именитых гостей — барабанщик Чарли Уоттс из Rolling Stones; барабанщик Саймон Кирк из Bad Company; клавишник Stones Чак Ливелл; певец Джо Эллиотт из Def Leppard; пианист Иэн Маклэган, коллега Вуда по группе Faces; и Hothouse Flowers, поддержавшие Вуда в песне «Like It».
Спустя шесть лет после своего первого появления пятый сольный альбом Ронни Вуда Slide on This был переиздан компанией KOCH International в делюкс-упаковке. На диске есть один бонус-трек, ремикшированная версия главной песни «Somebody Else Might», но по-настоящему привлекает внимание к этой версии альбома 56-страничный буклет, в котором собраны примеры живописи Вуда. Он рисует своих коллег по Rolling Stones, а также других музыкантов, таких как Пит Таунсенд и Кит Мун из группы Who, Эдж из U2 (который исполнил в альбоме несколько гитарных партий) и Боб Дилан, а также легенд музыки — Бесси Смит, Билли Холидей, Джими Хендрикса и Джима Моррисона, и даже несколько портретов животных.

## Отзывы
| Оценки критиков | Оценки критиков |
| Источник        | Оценка          |
| --------------- | --------------- |
| AllMusic        | [ 1 ]           |
| MusicHound Rock | [ 2 ]           |

Альбом получил положительные и смешанные отзывы музыкальных критиков и интернет-изданий.
В энциклопедии MusicHound Rock написали про альбом, что это «самая совершенная из шести сольных работ Вуда; более громкая, более грубая, более блюзовая и более уверенная, чем все, что он когда-либо делал — в основном потому, что он привлек в качестве партнера по написанию песен и вокалиста душевного Бернарда Фаулера, который умело помогал Стоунз в их последних альбомах и турах».
Уильям Рулманн из AllMusic отметил, что «Вместе с Бернардом Фаулером (долгое время выступавшим в качестве бэк-вокалиста в турах Rolling Stones), Вуд, как правило, создаёт грув, по которому они поют, хотя песни иногда кажутся полуфабрикатами и слишком затянутыми. Такие треки, как „Josephine“ и „Like It“, — типичные рокеры Rolling Stones, а акустическая баллада „Always Wanted More“ также напоминает Stones из „Angie“ или „Beast of Burden“. Традиционная мелодия „Ragtime Annie (Lillie’s Bordello)“ — это смена темпа кантри на скрипке, в которой Вуд, очевидно, играет на акустическом басу. Как певец, Вуд, как обычно, звучит так, будто брал уроки голоса у Боба Дилана, что делает появление Фаулера желанным, даже если он стремится взять на себя все треки, на которых поет. Таким образом, как сольный альбом, Slide on This — это ещё один отпуск Ронни Вуда, чем можно заняться в ожидании следующего проекта группы».

## Список композиций
Все треки написаны Ронни Вудом и Бернардом Фаулером, кроме ниже указанных.
1. «Somebody Else Might»
2. «Testify» (Джордж Клинтон, Deron Taylor)
3. «Ain’t Rock and Roll»
4. «Josephine»
5. «Knock Yer Teeth Out» (Wood, Fowler, Julian Lloyd)
6. «Ragtime Annie (Lillie’s Bordello)» (Trad.)
7. «Must Be Love» (Jerry Williams)
8. «Fear for Your Future»
9. «Show Me» (Williams)
10. «Always Wanted More» (дуэт с Джо Эллиотт)
11. «Thinkin'»
12. «Like It»
13. «Breathe on Me» (Wood)